# رباط کال جنگی
رباط کال جنگی مربوط به دوره تیموریان است و در شهرستان خواف، بخش جلگه زوزن، روستای باغ بخشی واقع شده و این اثر در تاریخ ۲۴ فروردین ۱۳۸۲ با شمارهٔ ثبت ۸۲۷۲ به‌عنوان یکی از آثار ملی ایران به ثبت رسیده است.